# Душан Матејић
Душан Матејић (Ниш, 22. јул 1991) српски је позоришни, филмски и телевизијски глумац.

## Филмографија
| Год.       | Назив              | Улога           |
| ---------- | ------------------ | --------------- |
| 2010.-те   |                    |                 |
| 2015-2016. | Синђелићи          | конобар Даре    |
| 2014.      | Једне летње ноћи   | настојников син |
| 2015.      | Свемирска принцеза |                 |
| 2016.      | Сумњива лица       | млађи новинар   |
| 2017.      | Врати се Зоне      | Коте            |
| 2017.      | Комшије            | Срђан           |
| 2017.      | Bon Voyage         | Мирза           |